# 天长民歌
天长民歌是江淮地区民歌的代表，是汉族民间音乐文化财富的重要组成部分。

## 历史
天长民歌伴随着高邮湖古老的历史，经历了一个由简而繁、由单一而多样的演变过程，一直传唱至今。天长民歌的起源最早可追溯到东汉乐府。在太平天国时期、新四军抗战时期，天长民歌一直没有“噤声”，顽强地表现着自己强大的生命力。期间有代表作好一朵美丽的茉莉花。
1949年以后，天长民歌得到了更广泛的传播，十多首被编入中学课本和上海音乐学院、中央音乐学院教材，二十多首被上海唱片社录制成唱片在国内外发行，并馈赠联合国教科文组织留存。

## 艺术特点
天长民歌旋律优美、辽阔、华丽、悦耳动听，独具地域特征。天长民歌歌词语言朴素生动，口语化、生活化，虚词较多，富有浓郁的地方色彩。
天长民歌主要有号子、山歌、小调三大类，品种齐全，题材广泛，内容丰富。

## 代表曲目茉莉花的历史
- 传教士富善根据這首歌的曲调写成基督教赞美诗《耶稣美名歌》，1911年就已选入《颂主圣名》。
- 1920年至1924年间義大利作曲家普契尼將這首歌的曲調写入他生前最後一部歌劇《杜蘭朵公主》中[1]，并因此在西方广为流传。
- 1942年，艺术家何仿从家乡天长与南京六合交界处搜集整理了民歌《茉莉花》。
- 1954年，乡村歌手娄丽红最早把著名民歌茉莉花搬上江淮大戏院的舞台。[2]

## 代表曲目
- 好一朵茉莉花